# Geo Storm
Geo Storm – samochód sportowy klasy aut miejskich produkowany pod amerykańską marką Geo 1990 – 1993.

## Historia i opis modelu

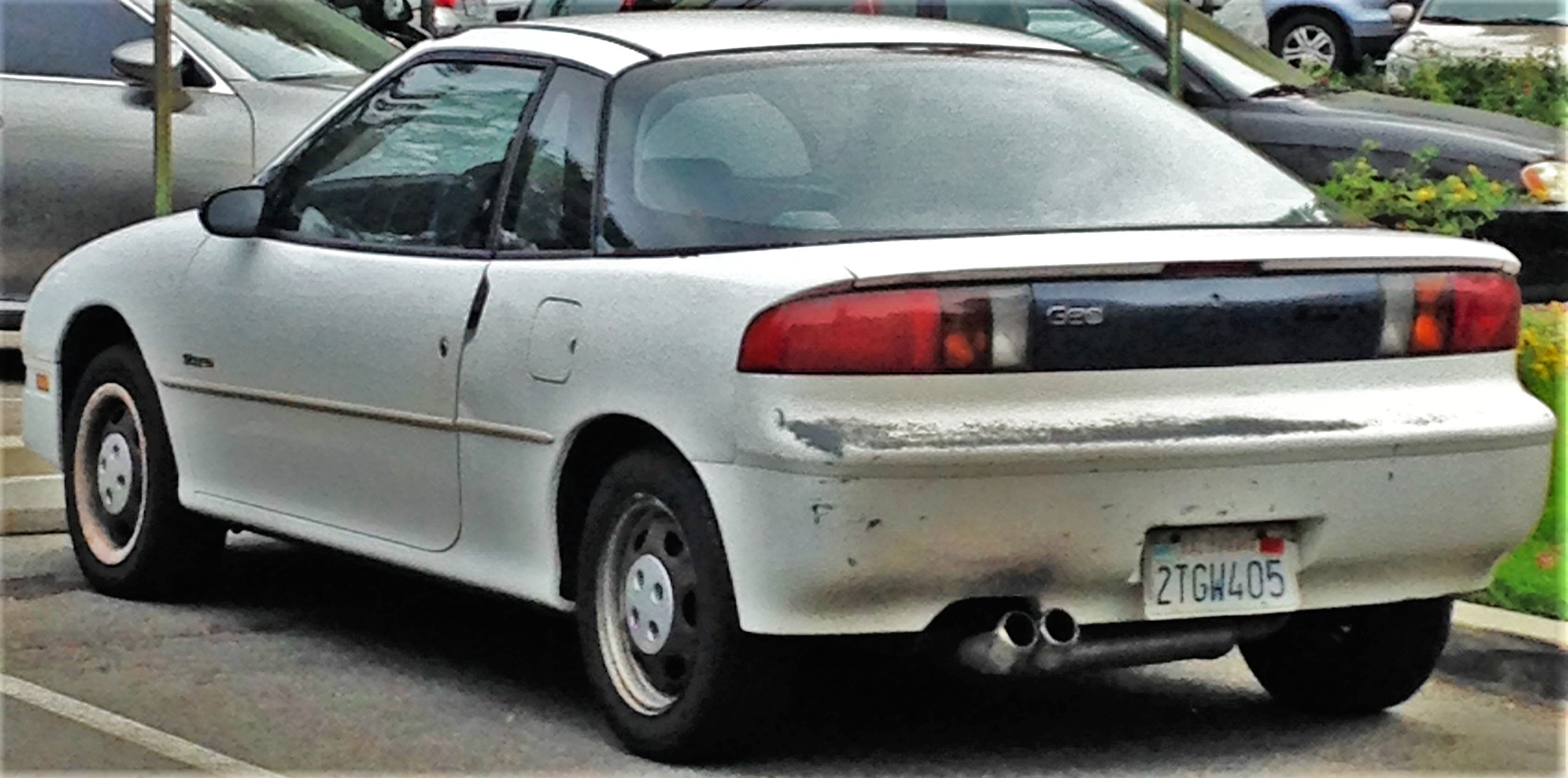
Geo Storm - tył

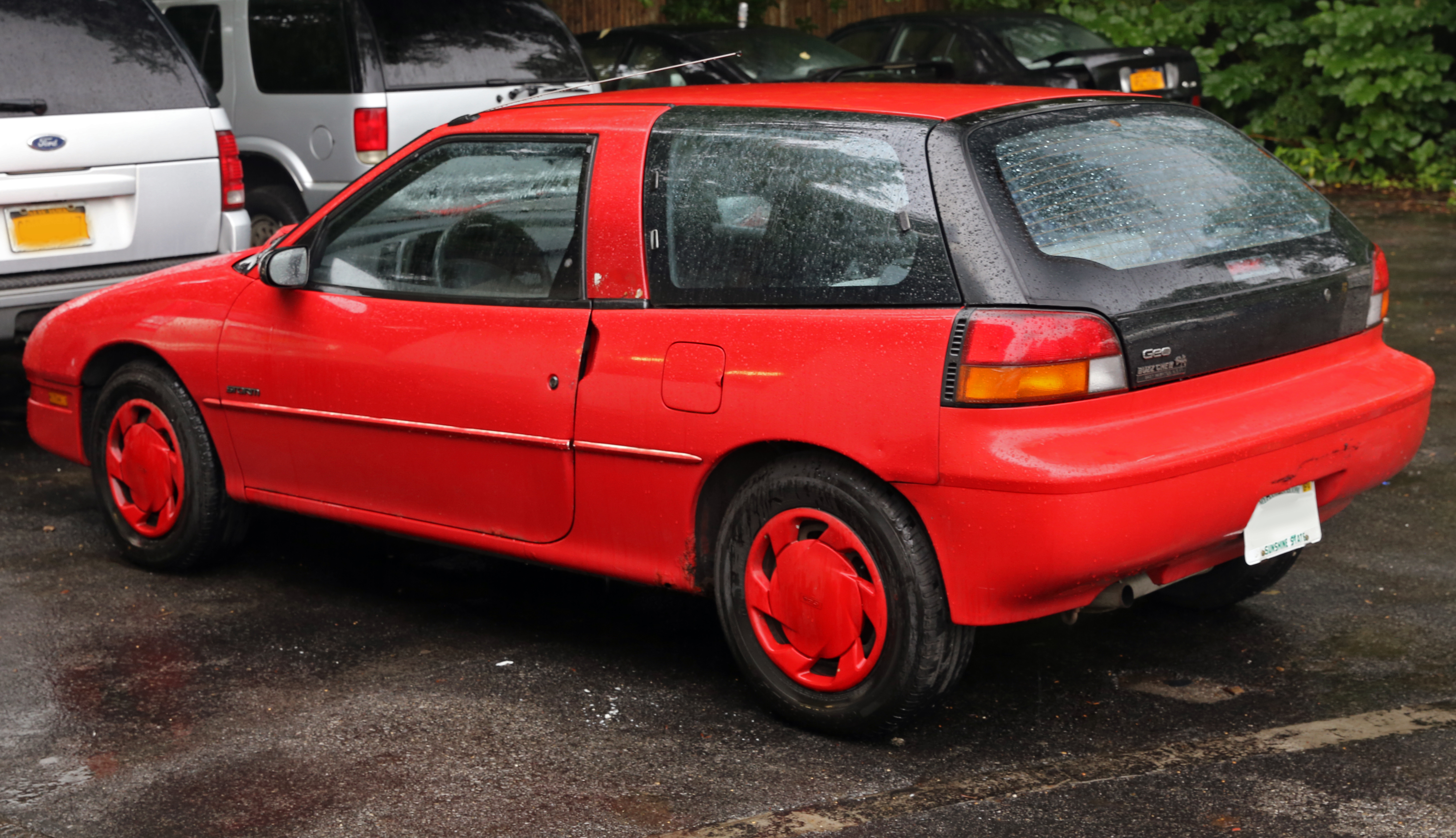
Geo Storm Hatchback

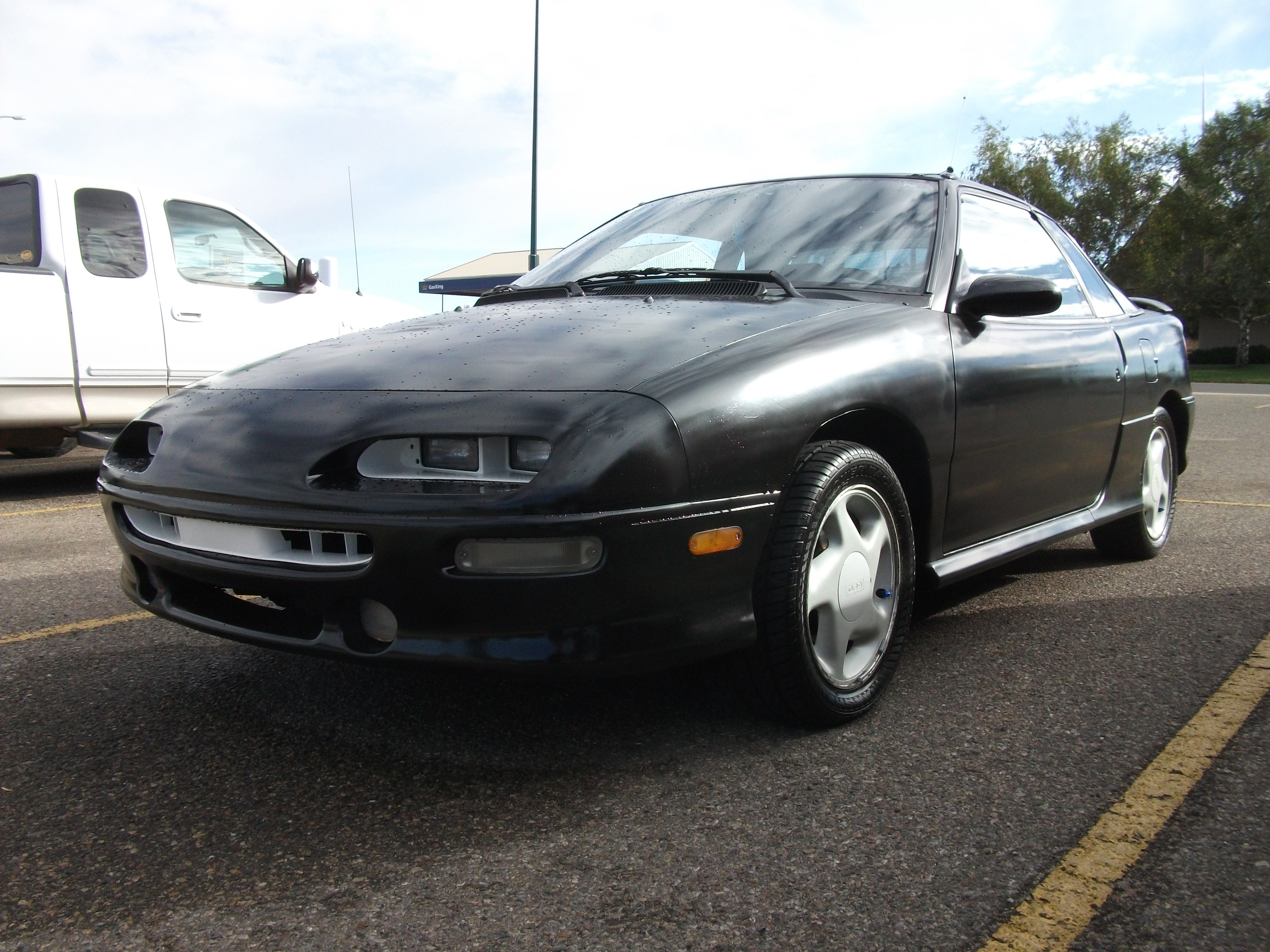
Geo Storm po liftingu

W 1990 roku General Motors zdecydowało się poszerzyć ofertę marki Geo o miejski samochód sportowy, który powstał w ramach współpracy z Isuzu jako bliźniaczy model oferowanego równolegle w Stanach Zjednoczonych Isuzu Impulse. Storm przeszedł w stosunku do niego głębokie modyfikacje wizualne, zyskując inny wygląd pasa przedniego z bardziej ściętą maską i innymi reflektorami. Zmieniono także wygląd tyłu, gdzie pojawiły się podłużne lampy i przestylizowany zderzak.
W 1991 roku ofertę nadwoziową Geo Storm poszerzył wariant łączący cechy coupe i hatchbacka, który został zbudowany specjalnie z myślą o modelu Geo i nie uzupełnił oferty bliźniaczego modelu Isuzu. Rok później, w 1992 roku, w miejsce oferowanego w Stanach Zjednoczonych Geo Storm General Motors wprowadziło do sprzedaży kanadyjskiego bliźniaka dla Isuzu Impulse - model Asüna Sunfire.

### Lifting
W 1992 roku Geo Storm przeszło drobną modernizację, w ramach której zniknęły chowane reflektory w przedniej części nadwozia i nieznacznie przestylizowano wygląd pasa przedniego.

### Silniki
- L4 1.6l SOHC
- L4 1.6l DOHC
- L4 1.8l DOHC